# Elaphoglossum strictum
Elaphoglossum strictum là một loài thực vật có mạch trong họ Lomariopsidaceae. Loài này được (Raddi) T. Moore mô tả khoa học đầu tiên năm 1857.